# 루이지 리바
루이지 "지지" 리바(이탈리아어: Luigi "Gigi" Riva luˈiːdʒi ˈriːva[*], 1944년 11월 7일, 롬바르디아 주 레주노 ~ 2024년 1월 22일, 사르데냐 주 칼리아리)는 이탈리아의 프로 축구 선수로, 중앙 공격수를 맡았다.
당대 최고의 선수로 손꼽히고, 역대 최고의 스트라이커로 평가되는 리바는 문전에서의 평정심, 강력한 왼발, 공중 경합력을 앞세워 칼리아리에서 많은 득점을 기록했다. 잔니 브레라 이탈리아 기자는 그의 속도, 힘, 그리고 골 냄새를 맡는 능력으로 인해 "천둥 손뼉"(Rombo di Tuono)이라는 별칭을 붙였다. 레냐노에서 1년차를 보낸 것 외에는 현역 시절 전부를 사르데냐 연고 구단에서 보냈다: 그는 칼리아리를 1964년에 사상 첫 1부 리그 승격으로 이끌었고, 이후에는 1969-70 시즌에 구단 역사상 하나밖에 없는 세리에 A 우승으로 이끌었다.
국가대항전에서 리바는 이탈리아 국가대표팀 일원으로 유로 1968을 우승하고 1970년 월드컵에서 준우승을 거두었다. 그는 1974년 월드컵에도 참가했었다. 1965년부터 1974년까지 모든 대회를 통틀어 42번의 경기에 출전해 35골을 득점한 리바는 이탈리아 국가대표팀의 역대 최다 득점자이다.
1976년에 은퇴한 리바는 1986-87 시즌에 잠깐 칼리아리 회장을 역임했고, 1988년부터 2013년까지 이탈리아 국가대표팀의 단장을 역임했다.

## 유년 시절
리바는 1944년 11월 7일, 스위스 국경 근처 롬바르디아 주 바레세 도의 작은 군인 레주노의 가난한 가정에서 출생했다. 그의 모친 에디스는 주부였고, 그의 부친 우고는 여러 직종에 종사했는데, 처음에는 미용사를 하다가, 이후 재봉사, 그리고 공장 노동자가 되었는데, 루이지가 9세였던 1953년 2월 10일에 산재로 명을 달리했다. 에디스는 이후 가정부가 되었고, 루이지는 엄격한 종교 사립학교에 입학해 3년 동안 학업에 종사하다가 지게 노동자로 취직하고 축구를 시작했다. 그 후, 루이지는 얼마 지나지 않아 모친도 잃었다.

## 클럽 경력

### 초년, 레냐노 신고식, 칼리아리 승격(1962–1964)
리바노는 롬바르디아 연고의 라베노 몸벨로 유소년부에서 아마추어 축구 선수로 활동하며 1961년에 30골을 기록했고, 이듬해에는 33골을 넣었다. 그는 18세가 되는 1962년에 세리에 C의 레냐노-이브레아에 입단하여 프로 선수로 전향했고, 1년차에 22경기 출전하여 6골을 기록했다. 신예 리바는 당시 칼리아리 회장이었던 엔리코 로카의 관심을 끌었고, 그는 이듬해에 세리에 B의 사르데냐 연고 구단에 37M ITL의 거액에 이적하였는데, 당시 리바의 나이는 19세였다. 리바는 이후 은퇴하기 전까지 사르데냐 연고 구단에서만 활동했다. 그는 사르데냐 1년차에 26경기에서 8골을 기록해 칼리아리를 바레세 다음으로 높은 승점을 쌓으면서 창단 40년 만에 1부 리그로 처음 승격했다.

### 세리에 A 첫 시즌부터 우승까지(1964–1970)

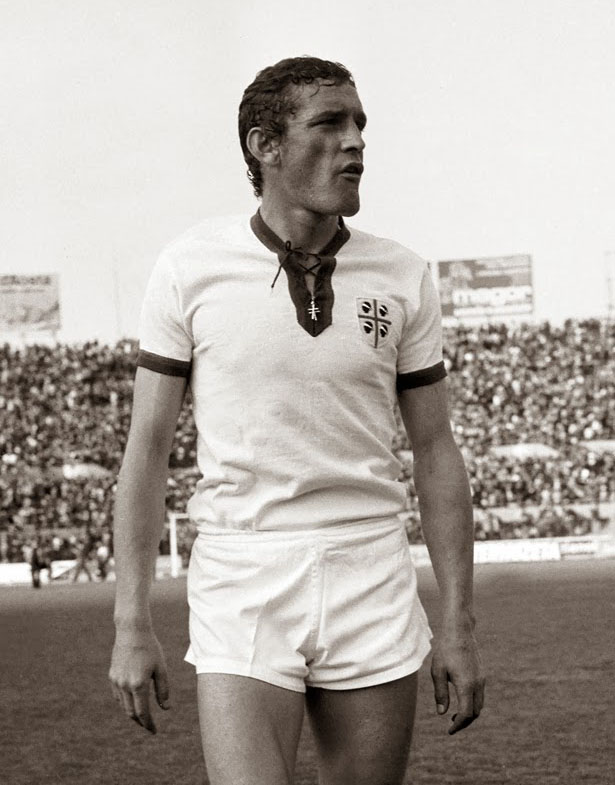
1970년, 칼리아리의 리바.

이듬해, 리바는 1964년 9월 13일에 1-2로 패한 로마와의 경기에서 세리에 A 신고식을 치렀고, 20세의 나이로 32번의 경기에 출전해 9골을 기록하며 구단이 리그를 6위로 마감해 안정적으로 1부 리그를 잔류를 이룩하도록 도왔다. 칼리아리는 그 이후, 1965년부터 1968년까지의 시즌에 11위, 6위, 9위를 기록했고, 리바도 1966-67 시즌에 18골을 기록해 리그 득점왕에 등극했으며, 구단은 당시 거함 스트라이커를 중심으로 선수단을 구축해 리그에서의 경쟁력을 키워나갔다: 리바는 자신의 활약을 앞세워 몇몇 유명 선수들을 칼리아리로 불러 모았는데, 당시 그와 동행한 선수로는 엔리코 알베르토시, 로베르토 보닌세냐, 리초티 그레아티, 코무나르도 니콜라이, 마리오 마르티라돈나, 마리오 브루녜라, 피엘루이지 체라, 그리고 네네가 있었다. 리바는 이후 1968-69 시즌에 코파 이탈리아와 리그에서 모두 준우승을 거두었는데, 리그를 우승한 피오렌티나와는 승점 4점 차이였고, 코파 이탈리아 우승은 로마에게 돌아갔다. 리바는 29번의 경기에서 20번 골망을 흔들어 생애 2번째 세리에 A 득점왕(capocannoniere)에 등극했다. 칼리아리는 이 시즌 21번째 경기를 치를 때까지 선두를 달렸지만, 유벤투스와의 안방 경기에서 패하면서 선두를 내주어야 했다.
1969년 여름에 인테르나치오날레에서 안젤로 도멘기니와 세르조 고리 두 명의 쟁쟁한 공격수가 보닌세냐와 맞바뀌어 들어오면서, 리바는 1969-70 시즌에 칼리아리의 숙원이었던 세리에 A 우승을 이룩했다. 만리오 스코피뇨 감독의 공격적인 전술을 앞세운 구단은 리바가 최전방을 책임지며 승부처에서 꾸준히 득점을 올려 구단이 리그 정상에 오르도록 기여했다. 1970년 3월 15일, 칼리아리는 리그를 6경기 남겨놓고 리그 선두로 올라섰는데, 칼리아리는 2-2로 비긴 유벤투스와의 원정 경기에서 2골차로 밀리는 와중에 2골을 연달아 득점해 경기를 2-2 무승부로 마쳤다. 그의 2번째 골은 페널티킥으로 넣었는데, 그가 득점할 당시 경기 종료까지 8분이 남았었고, 이 경기에 따라 토리노 연고 구단이 세리에 A 순위 경쟁에서 치고 나가지 못하도록 막았다. 칼리아리는 3점 차이로 앞서나간 와중에 3경기를 남겨놓고 4월을 맞이했다. 방패(Scudetto)를 거머쥐기 위해, 칼리아리는 바리와의 다음 안방 경기를 이겨야 했고, 2위를 달리던 유벤투스는 라치오와의 경기에서 자멸해야 했다. 4월 12일, 리바는 뛰어들며 머리로 골을 집어넣어 바리 암시코라 원정에서 귀중한 2-0 승리를 따냈고, 유벤투스는 로마 원정에서 라치오에 잔 피에로 기오와 조르조 키날리아에게 실점을 헌납해 0-2로 패했다. 그 결과, 칼리아리는 시즌 2경기를 남겨놓고 창단 이래 처음으로 세리에 A 정상에 올랐고, 이듬해 유러피언컵 진출권도 손에 넣었다. 또한 칼리아리는 로마 이남의 구단들 중에는 처음으로 리그를 우승한 구단으로 역사에 남았다. 리바는 이 시즌을 21골로 마무리하며 1번 더 득점왕에 등극했다. 이 시기에 리바의 기술, 골결정력, 그리고 경기에서의 활약상은 물에 올라 세리에 B에서 세리에 A로 승격한 작은 지방 구단인 칼리아리를 정상에 올리는 동화를 쓰며 최고의 스트라이커로 거론되었다: 그는 1966-67 시즌, 1968-69 시즌, 그리고 1969-70 시즌에 3번 세리에 A 득점왕에 올랐고, 같은 이탈리아인 잔니 리베라에 이어 1969년 발롱도르에서 2위에, 게르트 뮐러와 보비 무어에 이어 1970년 발롱도르에서 3위에 이름을 올렸다.

### 칼리아리 말년(1970–1976)
"... 본좌는 그를 천둥 손뼉(Rombo di tuono)으로 명하노라... 이탈리아 축구 역사상 가장 손꼽히게 뛰어난 선수로다."

리바의 해는 칼리아리의 우승 이후 상승세를 이어나갔다: 소속 구단은 개막 몇 주 동안 1970년 10월 29일에 산 시로 원정에서 인테르나치오날레에게 그의 2골에 힘입어 3-1로 이기는 등 인상적인 성적을 거듭 올리면서 리그에서 선두를 달렸고, 이 경기에서 잔니 브레라는 그의 인상적인 활약에 감명받아 그에게 "천둥 손뼉"(Rombo di Tuono)이라는 현재까지 널리 쓰이는 별명을 붙였다. 그는 같은 해 유러피언컵 첫 경기도 치렀는데, 칼리아리는 생-테티엔과의 1차전 1라운드 안방 경기에서 3-0으로 이겼는데, 리바는 이 경기에서 2골을 집어넣어 2라운드 진출을 견인했다. 그는 2-1로 이긴 아틀레티코 마드리드와의 2라운드 1차전 경기에서 본인의 대회 3호골도 기록했다. 그러나, 리바는 10월 말, 유럽 선수권 대회 에선전에서 중상을 당해 시즌을 일찍이 끝마치게 되었다. 칼리아리는 그의 공백을 극복하지 못하고 유러피언컵 16강전에서 탈락했고, 리그도 7위로 마감하는 부진한 성적을 거두었다. 리바는 부상으로 복귀한 후, 1971-72 시즌에 30번의 경기에 출전하여 21골을 넣었고, 시즌을 리그 득점 2위로 마치며 소속 구단의 4위에 일조해 이듬해 UEFA컵 진출로 인도했다. 스코피뇨 감독이 떠나면서, 칼리아리의 성적은 이어지는 2년 동안 리바가 1972-73 시즌 12골, 1973-74 시즌 15골의 꾸준한 득점 행진에도 불구하고 하락해 중위권을 맴돌았다. 리바는 세계구급 선수로 이름을 날렸는데, 칼리아리는 1970년대 말에 들며 리그에서의 악전고투를 거듭했지만, 사르데냐 연고 구단에 충성심을 나타내며 북부 이탈리아를 비롯한 대형 구단의 제의를 뿌리쳤다. 리바는 몇 차례 언론에서 그가 몇 명의 선수와 맞바꾸어 거액의 기록적인 이적료에 토리노 연고 구단과 계약을 체결했다는 소문이 파다했지만 칼리아리에서 구단과의 의리를 지켜 세리에 A 거함 유벤투스의 거액 제의를 거절하고 사르데냐의 수도에 남았다.
리바는 재능과 득점 솜씨를 계속해서 뽐냈지만, 몇 차례 큰 부상을 당했는데, 특히 이탈리아 국가대표팀에서 활약하던 도중에 부상을 당해 말년에 크게 활약하지 못하도록 발목을 잡았다. 그는 1971년까지 5년 동안 35번의 경기에 결장했고, 1974년부터 1976년까지는 24번의 경기에 출전하는데 그쳐, 자신과 선수단의 전체적인 득점률이 하락했다. 1974-75 시즌, 종아리 부상을 당하면서 그는 8경기에서 2골을 득점하는데 그쳤고, 1976년 2월 1일, 리바는 밀란과의 경기에서 구석 깃대 근처에서 그를 추적하던 밀란 수비수 알도 베트와 어깨 싸움을 하다가 오른쪽 허벅지의 내전근과 건인 파열되었다. 그는 이어지는 1년 반 동안 복귀 시도를 감행했지만, 결국 완쾌하지 못했고, 1978년에 33세의 나이로 축구화를 벗었는데, 그의 마지막 경기는 31세였던 1976년에 치렀다. 리바는 부상으로 1975-76 시즌에 단 15경기만을 소화했다. 그는 마지막 시즌에 8경기 동안 6골을 넣으며 불태웠지만, 칼리아리는 그의 부재로 리그 최하위에 떨어져 세리에 B로 강등되었다. 리바는 구단과 국가대표팀에서 도합 439번의 경기에 출전해 248골을 넣었고, 이 중 칼리아리에서 315경기에 나서서 164골을 기록했는데, 이 중 세리에 A에서 289경기에 출전해 207골을 기록했으며, 칼리아리에서의 13년 동안 모든 대회를 통틀어 397번의 경기에서 213골을 넣었다.

## 국가대표팀 경력

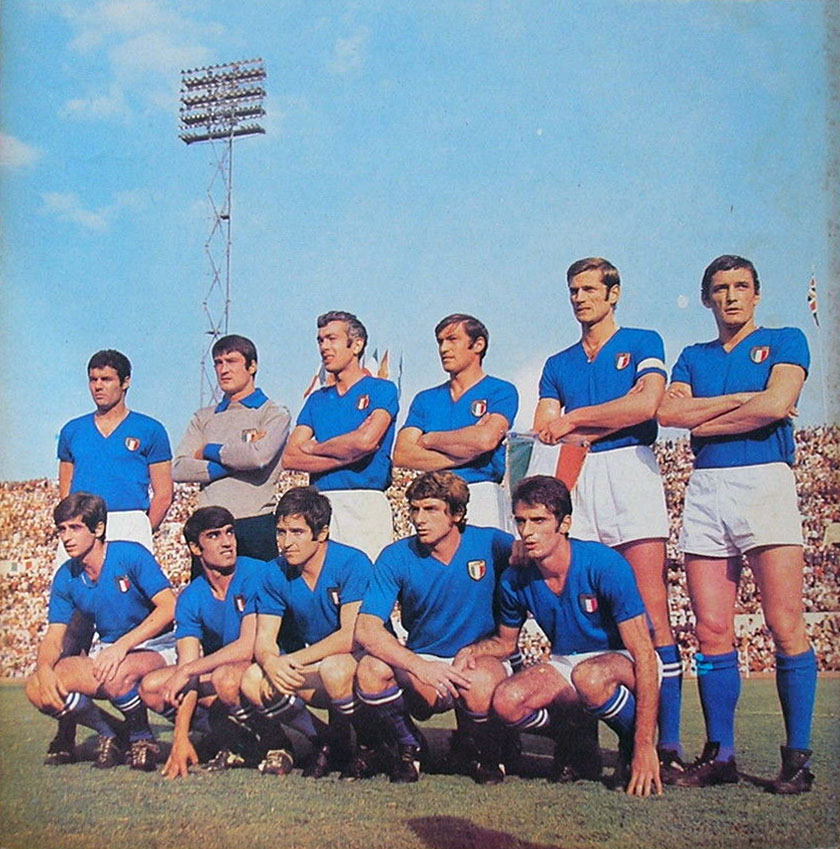
1969년, 이탈리아 국가대표팀의 리바(뒷줄, 맨 오른쪽)

### 초년과 유로 1968 우승
이탈리아 청소년 국가대표팀에서 몇 차례 인상적인 활약을 펼친 리바는 1965년 6월 27일, 1-2로 패한 헝가링와의 친선전에서  20세의 나이로 부상당한 에치오 파스쿠티와 8분 만에 교체되어 들어가 이탈리아 국가대표팀 첫 경기를 치렀다. 그는 성인 국가대표팀 경기에 출전한 최초의 칼리아리 선수였다. 그는 국가대표팀 초년에 고전했는데, 다음 이탈리아 국가대표팀 경기인 1966년 3월 19일에 파리에서 열린 프랑스와의 친선경기에서 득점 없이 무승부를 거두었고, 잔니 브레라 기자는 리바를 "절름발이", "무능한 선수"라고 신랄하게 비난했다. 그는 이후 1966년 월드컵에 참가할 22인 명단에서 석연치 않은 이유로 제외되었지만, 에드몬도 파브리 감독은 그와 마리오 베르티니도 국가대표팀에서 경험을 쌓은 추가 예비 선수로서 잉글랜드로 동행했다. 이탈리아는 대회 조별 리그를 넘지 못하고 탈락했다. 1967년 3월 27일, 1-1로 안방에서 비긴 포르투갈과의 3번째 국가대표팀 정강뼈와 종아리뼈가 동시에 골절되는 부상을 당하면서, 리바는 7개월 후에야 국가대표팀 선발로 복귀했고, 5-0으로 이긴 1967년 11월 1일 키프로스와의 유로 1968 예선전 경기에서 국가대항전 골맛을 처음으로 보았고, 같은 경기에서 해트트릭을 완성했다. 리바는 페루초 발카레지호에 발탁되어 안방에서 열린 유로 1968의 우승 주역이 되었다. 다리 부상에서 회복한 그는 선발에 복귀해 로마에서 6월 10일에 2-0으로 이긴 유고슬라비아와의 결승전 재경기에서 12분에 선제골을 기록했다. 리바는 이 경기에서의 활약으로 대회의 선수단에 이름을 올렸다.

### 1970년 월드컵 준우승
"세계 최고의 종목, 최고의 경기에서 터진 최고의 골입니다."

1969년 11월 22일, 리바는 나폴리 산 파올로 경기장에서 열린 동독과의 월드컵 예선전 안방 경기에서 뛰어들어 머리로 득점하며 3-0 승리를 견인했고, 그 결과 이탈리아는 1970년 월드컵 본선행을 확정지었다. 이 대회를 앞두고, 리바는 16번의 경기에서 19번의 득점을 기록하는 성과를 냈다. 멕시코에서 열린 1970년 월드컵은 리바에게 많은 기대가 걸린 대회였다. 그러나, 리바는 조별 리그에서 기대 이하의 모습을 보이며 안젤로 도멘기니와 동시에 부진에 빠졌는데, 도멘기니는 6월 11일에 열린 이스라엘과의 조별 리그 경기에서 오프사이드 오심으로 득점이 취소되었다. 조별 리그에서 무득점으로 실망스런 활약을 펼치며 언론의 비난의 집중포화를 받은 리바는 토너먼트전에서 월드컵 골맛을 보았다. 6월 14일, 이탈리아는 개최국 멕시코와의 8강 경기에서 2골을 잔니 리베라의 도움을 받아 넣었고, 밀란 플레이메이커와 위협적인 조합을 이룩해 토너먼트전에서 선전했다. 리바는 본인의 21번째 국가대표팀 경기인 서독과의 6월 17일 준결승전 경기에서 승부처에 본인의 22번째 국가대표팀 득점을 기록해 4-3 승리에 일조했는데, 이 경기는 훗날 "세기의 경기"로 회자되는 명승부였다. 그러나, 이탈리아는 브라질과의 결승전에서 1-4로 패하면서 대회를 준우승으로 마감했다. 리바는 이 대회에서 3골을 기록해 이탈리아 선수로는 가장 많은 득점을 올렸다. 대회 후, 리바는 그 해 말에 열린 유로 1972 에선전에서 오른쪽 다리 부상을 당했다. 그는 2-1로 이긴 오스트리아와의 10월 31일 빈의 프라터슈타디온 원정 경기에서 76분에 오스트리아 수비수 노버트 호프와 세게 경합한 후 교체되어 나갔다.

### 말년, 이탈리아 역대 최다 득점자 등극, 1974년 월드컵
1973년 3월 31일, 리바는 5-0으로 이긴 룩셈부르크와의 월드컵 에선전 안방 경기에서 4골을 넣었고, 이탈리아 국가대표팀에서 단일 경기 4골을 넣은 6명밖에 되지 않는 명단에 자신의 이름을 올렸다. 6월 9일, 그는 로마에서 2-0으로 이긴 브라질과의 친선경기에서 주세페 메아차와 어깨를 나란히 하는 국가대표팀 33호골을 기록했다. 메아차는 경기 후 "리바는 키프로스와 튀르키예와의 경기에서 많은 득점을 올린 좋은 선수입니다. 그래도 제 골이 더 순도가 높았다고 말할 수 있습니다"라고 의견을 표력한 것으로 보도되었다. 리바는 이어 1973년 9월 29일에 열린 스웨덴과의 안방 친선경기에서 34호 국가대표팀 득점을 기록해 2-0 승리를 견인하고, 메아차의 기록을 넘어섰고, 같은 해 10월 20일에는 스위스와의 월드컵 예선전 안방 경기에서 본인의 35호이자 마지막 국가대표팀 득점을 기록했고, 결과는 2-0 승리였다. 그는 이탈리아 국가대표팀에서 꾸준히 득점을 기록했지만, 부상으로 허덕이면서 서독에서 열린 1974년 월드컵에서 거듭 실망스러운 활약을 펼쳤고, 결국 폴란드와의 1차 조별 리그 최종전에서는 명단에서 빠졌고, 이탈리아는 이 경기에서 1-2로 패하면서 조기에 탈락했다. 그는 1-1로 비긴 아르헨티나와의 6월 19일 2차전 경기에서 42번째이자 마지막 국가대표팀 경기를 치렀다. 리바는 42번의 국가대표팀 경기에서 35번 골망을 흔들어, 2023년 기준 현재로도 이탈리아 국가대표팀 역대 최다 득점자 자리를 지키고 있으며, 1경기당 평균 0.83골을 기록했다. 이탈리아 국가대표팀의 역대 최다 득점자를 오른 것 외에도, 리바는 17골로 월드컵 및 월드컵 예선전 통합 역대 최다 득점자이기도 하며, 14골로 이탈리아의 월드컵 예선전 역대 최다 득점자이다. 또한, 리바는 실비오 피올라와 함께 13골로 국가대표팀에서 가장 많은 안방 경기 득점을 올린 선수로 기록되어 있다.

## 은퇴 후
"리바는 사르데냐의 불사신이자 신화입니다 ... 신앙적 존재이지요."

은퇴 후, 리바는 칼리아리에 남아 1976년에 그의 이름을 따 사르데냐의 첫 축구 학교를 건립했다. 그는 이후 친정 구단의 행정을 맡았다. 그는 1986-87 시즌에 칼리아리의 회장을 잠깐 맡기도 했지만, 1986년 12월에 취임 몇 달 만에 물러났고, 후임으로 루초 코르데두가 취임했다. 그는 이후 1988년부터 2013년까지 이탈리아 국가대표팀의 단장과 국가대표팀 관리자를 맡았고, 그가 기술진으로서 감수하던 2006년 월드컵 당시 이탈리아 국가대표팀의 우승에 일조했다. 파비오 칸나바로 주장은 리바가 이탈리아의 4번째 월드컵 우승에 공헌한 것에 찬사를 보냈다.
2005년 1월 5일, 칼리아리는 그 자신과 그의 칼리아리에서 쌓은 공덕을 기려 리바가 쓰던 등번호 11번을 영구 결번 처리했다. 마지막 등번호 11번의 주인인 로코 사바토는 칼리아리의 산텔리아에서 열린 이탈리아와 러시아 간 친선경기를 앞두고 자신의 등번호가 붙은 유니폼을 리바에게 주었다. 리바의 등번호는 사르데냐 연고 구단이 영구 결번한 첫 등번호였다.
2024년 1월 21일, 리바는 급성 관상동맥 증후군으로 칼리아리 소재의 산미켈레 병원에 입원했으며, 그의 담당 의료진은 그가 처음에는 안정된 상태였고, 경피적 관상동맥 중재술을 받을 것을 권유받았으나 리바는 이를 미루기로 결정했다. 하지만 다음 날 저녁, 리바의 건강 상태가 갑자기 악화되었고, 결국 향년 79세에 심장마비로 영면에 들었다.

## 경기 방식
"리바는 시적 축구를 합니다. 그는 현실적인 시인입니다."

"[리바의] 오른발은 트램을 타는 데에만 쓰입니다."

이탈리아의 손꼽히게 위대한 선수로 거론되며, 당대 최고의 스트라이커로도 뽑히는 리바는 다재다능하며, 대담하고, 결정력이 뛰어난, 기회형 공격수로, 경이로운 마무리를 하는 것으로 알려져 있다. 자신의 기술적 우위를 통해, 이탈리아의 가장 위대한 선수로도 회자되기도 한다. 그는 초년 시절에 본래 촤측 측면을 맡았지만, 중앙으로 파고 들어 득점 기회를 잡기도 했다. 그 결과, 그는 보다 공격적으로 중앙을 캍았고, 주 스트라이커로 골 냄새를 잘 맡아 최적화되었다. 천부적으로 왼발잡이인 그는 문전 영역 안과 밖에서 정확하게 차넣을 수 있었으며, 잔니 브레라는 그에게 "천둥 손뼉"(Rombo di Tuono)의 별칭을 붙였다. 비록 그는 왼발을 선호하지만, 간혹 오른발로도 득점하는 모습을 보이기도 했다.

"제가 만난 선수들 중 최고가 아닐 수도 있겠다면, 최고로 손꼽히는 선수입니다."

신장, 강력한 체격, 높이, 그리고 정확한 머리 조준을 이용해, 리바는 공중전에서 우위를 점했고, 섬세한 공 잡기와 우아한 공다루기 능력은 물론 운동신경과 공중 공처리 능력, 창의성, 그리고 준수한 공몰이를 이용해 가위차기같이 화려하고, 곡예사같은 득점을 기록하기도 했다. 득점 본능과 기수력 외에도, 신체적 역량이 뛰어나며, 근면하고, 빠른 선수로, 체력까지 갖추어 잘 질주하며 공격적으로 적절히 쇄도했다. 그는 프리킥과 페널티킥 주자로도 손색이 없었다. 그는 출중한 능력을 지녔지만, 현역 시절 자주 부상을 당해 기동력, 꾸준함, 신체적 역량이 크게 떨어졌고, 결국 비교적 일찍 은퇴하게 되었다.

## 경력 통계

### 클럽
| 구단      | 시즌      | 리그      | 리그 | 리그 | 코파 이탈리아 | 코파 이탈리아 | 리그컵 | 리그컵 | 유럽 | 유럽 | 합계 | 합계 |
| 구단      | 시즌      | 리그명    | 출장 | 골   | 출장          | 골            | 출장   | 골     | 출장 | 골   | 출장 | 골   |
| --------- | --------- | --------- | ---- | ---- | ------------- | ------------- | ------ | ------ | ---- | ---- | ---- | ---- |
| 레냐노    | 1962–63   | 세리에 C  | 23   | 6    | 0             | 0             | 0      | 0      | 0    | 0    | 23   | 6    |
| 칼리아리  | 1963–64   | 세리에 B  | 26   | 8    | 2             | 0             | 0      | 0      | 0    | 0    | 28   | 8    |
| 칼리아리  | 1964–65   | 세리에 A  | 32   | 9    | 4             | 3             | 0      | 0      | 0    | 0    | 36   | 12   |
| 칼리아리  | 1965–66   | 세리에 A  | 34   | 11   | 3             | 0             | 0      | 0      | 0    | 0    | 37   | 11   |
| 칼리아리  | 1966–67   | 세리에 A  | 23   | 18   | 3             | 0             | 1      | 1      | 0    | 0    | 27   | 19   |
| 칼리아리  | 1967–68   | 세리에 A  | 26   | 13   | 1             | 0             | 4      | 3      | 0    | 0    | 31   | 16   |
| 칼리아리  | 1968–69   | 세리에 A  | 29   | 20   | 6             | 8             | 2      | 0      | 0    | 0    | 37   | 28   |
| 칼리아리  | 1969–70   | 세리에 A  | 28   | 21   | 6             | 5             | 0      | 0      | 2    | 1    | 36   | 27   |
| 칼리아리  | 1970–71   | 세리에 A  | 13   | 8    | 5             | 5             | 4      | 2      | 3    | 3    | 25   | 18   |
| 칼리아리  | 1971–72   | 세리에 A  | 30   | 21   | 4             | 3             | 0      | 0      | 0    | 0    | 34   | 24   |
| 칼리아리  | 1972–73   | 세리에 A  | 26   | 12   | 6             | 8             | 0      | 0      | 1    | 0    | 33   | 20   |
| 칼리아리  | 1973–74   | 세리에 A  | 25   | 15   | 1             | 0             | 0      | 0      | 0    | 0    | 26   | 15   |
| 칼리아리  | 1974–75   | 세리에 A  | 8    | 2    | 1             | 1             | 0      | 0      | 0    | 0    | 9    | 3    |
| 칼리아리  | 1975–76   | 세리에 A  | 15   | 6    | 0             | 0             | 0      | 0      | 0    | 0    | 15   | 6    |
| 칼리아리  | 합계      | 합계      | 315  | 164  | 42            | 33            | 11     | 6      | 6    | 4    | 374  | 207  |
| 경력 합계 | 경력 합계 | 경력 합계 | 338  | 170  | 42            | 33            | 11     | 6      | 6    | 4    | 397  | 213  |

### 국가대표팀
| 국가대표팀 | 연도 | 출장 | 골 |
| ---------- | ---- | ---- | -- |
| 이탈리아   | 1965 | 1    | 0  |
| 이탈리아   | 1966 | 1    | 0  |
| 이탈리아   | 1967 | 4    | 6  |
| 이탈리아   | 1968 | 2    | 2  |
| 이탈리아   | 1969 | 6    | 8  |
| 이탈리아   | 1970 | 10   | 6  |
| 이탈리아   | 1971 | 3    | 2  |
| 이탈리아   | 1972 | 6    | 4  |
| 이탈리아   | 1973 | 7    | 7  |
| 이탈리아   | 1974 | 2    | 0  |
| 합계       | 합계 | 42   | 35 |

## 수상
칼리아리
- 세리에 A: 1969–70

이탈리아
- 유럽 선수권 대회: 1968
- 월드컵 준우승: 1970

개인
- 세리에 A 득점왕: 1966–67, 1968–69, 1969–70[42]
- 발롱도르
  - 2위: 1969
  - 3위: 1970[43]
- 유럽 선수권 대회의 선수단: 1968[24]
- 월드 사커 20세기를 빛낸 100명의 선수: 1999[44]
- 골든 풋 "축구 전설"상: 2005[45]
- 이탈리아 축구 명예의 전당 헌액: 2011[46]
- 이탈리아 스포츠 명예의 거리 등록: 2015[47][48]
- 칼리아리 명예의 전당 헌액[49]
- 칼리아리 역대 최고 선발 11인[49]

서훈
-  이탈리아 공화국 공로장 3등급 / 사령관장: 1991

-  이탈리아 공화국 공로장 2등급 / 대장군장: 2000

-  이탈리아 국가 올림픽 위원회 스포츠 금성 훈장: 2006

-  이탈리아 국가 올림픽 위원회 스포츠 금목걸이 훈장: 2016

## 같이 보기
- 국가별 남자 국가대표팀 역대 최다 득점자 목록